# Nephrotoma pleurinotata
Nephrotoma pleurinotata är en tvåvingeart som först beskrevs av Enrico Adelelmo Brunetti 1912.  Nephrotoma pleurinotata ingår i släktet Nephrotoma och familjen storharkrankar. Inga underarter finns listade i Catalogue of Life.